# MojoPac
MojoPac – nierozwijane już oprogramowanie umożliwiające przechowywanie profilu systemu Windows XP na nośniku USB (pamięci przenośnej bądź telefonie komórkowym z możliwością podłączenia przez USB 2.0). Zostało zaprezentowane przez RingCube Technologies w 2006 roku. Aplikacja tworzy odizolowane od zainstalowanego systemu środowisko, w którym można instalować dowolne programy oraz przechowywać ich konfigurację czy też prywatne pliki, nie przenosząc danych z nośnika ani nie ingerując w zasoby komputera hosta.
Oprogramowanie MojoPac wykorzystuje pliki z instalacji systemu Windows XP istniejącej na danym komputerze. Kompletny profil zajmuje ok. 100 MB przestrzeni dyskowej. Stworzone środowisko można przenosić między urządzeniami i uruchamiać na różnych komputerach pracujących pod kontrolą systemu Windows XP, zachowując te same preferencje i prywatne dane. Użytkownik może w każdej chwili przełączyć środowisko pracy z profilu przenośnego na system działający na komputerze hosta.  
Według informacji słowackiego portalu DSL.sk MojoPac nie jest oprogramowaniem wirtualizacyjnym, lecz opiera się na wykorzystaniu sterownika jądra i modyfikacji poszczególnych wywołań API. Do funkcjonowania potrzebuje uprawnień administratora.
MojoPac był udostępniany w formie darmowej aplikacji (Freedom) oraz w płatnej wersji Deluxe, oferującej dostęp do dodatkowej pomocy technicznej.